# Eunectes
Eunectes Wagler, 1830 è un genere di serpenti della famiglia dei Boidi, che comprende quattro specie di serpenti comunemente noti come anaconda, diffusi nel Nuovo Mondo. 

## Etimologia
Il nome scientifico del genere Eunectes deriva dal greco antico εὐνήκτης?, eunḗktēs, "buon nuotatore".
L'origine del nome comune anaconda è piuttosto dibattuta. I nomi sudamericani anacauchoa e anacaona vennero suggeriti in un resoconto di Pietro Martire d'Anghiera, ma l'idea di un nome di origine sudamericana venne messa in discussione da Henry Walter Bates che, nei suoi viaggi in Sud America, non riuscì a trovare un nome simile in uso. La parola anaconda deriva dal nome di un serpente di Ceylon (Sri Lanka) che John Ray descrisse in latino nella sua Synopsis Methodica Animalium (1693) come serpens indicus bubalinus anacandaia zeylonibus, ides bubalorum aliorumque jumentorum membra conterens. Ray usò un catalogo di serpenti dal museo Leydenfornito fornitogli dal Dr. Tancred Robinson, ma la descrizione delle sue abitudine si basava sugli studi di Andreas Cleyer che nel 1684 descrisse un "serpente gigantesco in grado di schiacciare grandi animali avvolgendosi attorno ai loro corpi, frantumandone le loro ossa".
Henry Yule nelle sue note Hobson-Jobson osservò che la parola divenne più popolare grazie ad una storia di fantasia, pubblicata nel 1768, sulla rivista scozzese da un certo R. Edwin. Edwin descrisse una "tigre" che sarebbe stata stritolata a morte da un anaconda, quando in realtà non sono mai esistite tigri nello Sri Lanka. Yule e Frank Wall notarono che il serpente era in realtà un pitone, e suggerirono un'origine Tamil per il nome, anai-kondra, che significa "cacciatore di elefanti". Un'origine singalese per il nome (Henakandayā, «serpente-saetta») venne suggerita anche da Donald Ferguson che sottolineò che la parola era già stata utilizzata per il piccolo serpente frusta dello Sri Lanka (Ahaetulla pulverulenta) e che in qualche modo era stato applicato erroneamente al pitone prima della creazione dei miti.
Il nome comunemente usato per l'anaconda in Brasile è sucuri, sucuriju o sucuriuba.

## Descrizione
Sono serpenti di grandi dimensioni; l'anaconda verde (Eunectes murinus) in particolare può raggiungere i 100 chili di peso e i 5 metri lunghezza. L'anaconda boliviana (Eunectes beniensis) ha invece dimensioni più contenute, con una lunghezza massima di 2,5 metri.
A livello anatomico, come in tutti i costrittori, si può notare la presenza del bacino, che supporta due speroni utilizzati nell'accoppiamento.
L'anaconda attacca le prede attorcigliandosi attorno ad esse e stringendole fino a causarne la morte per arresto cardio-circolatorio, usando quindi la stessa modalità dei pitoni.

## Biologia

### Alimentazione
Gli anaconda sono serpenti costrittori, cioè non dispongono di veleno ma soffocano la preda. Essi cacciano prede di dimensioni comprese tra quelle di un topo e quelle di un caimano nero, la loro preda preferita però rimane il capibara. Nonostante le notevoli dimensioni, questi animali si muovono piuttosto agevolmente attraverso l'acqua, dove passano la maggior parte della loro vita. Grazie alla posizione degli occhi e delle narici sulla punta del muso possono vedere e respirare stando sommersi in acqua e tendere agguati alle loro prede.

### Riproduzione
Sono rettili territoriali e non tollerano invasioni se non nella stagione degli accoppiamenti. Si corteggiano e si accoppiano in acqua e possono comporre mucchi di accoppiamento comprendenti diversi maschi più piccoli e una grande femmina, che partorirà in acqua. Le dimensioni della covata comprendono dai 4 agli 80 neonati, essendo ovovivipari.

## Distribuzione e habitat

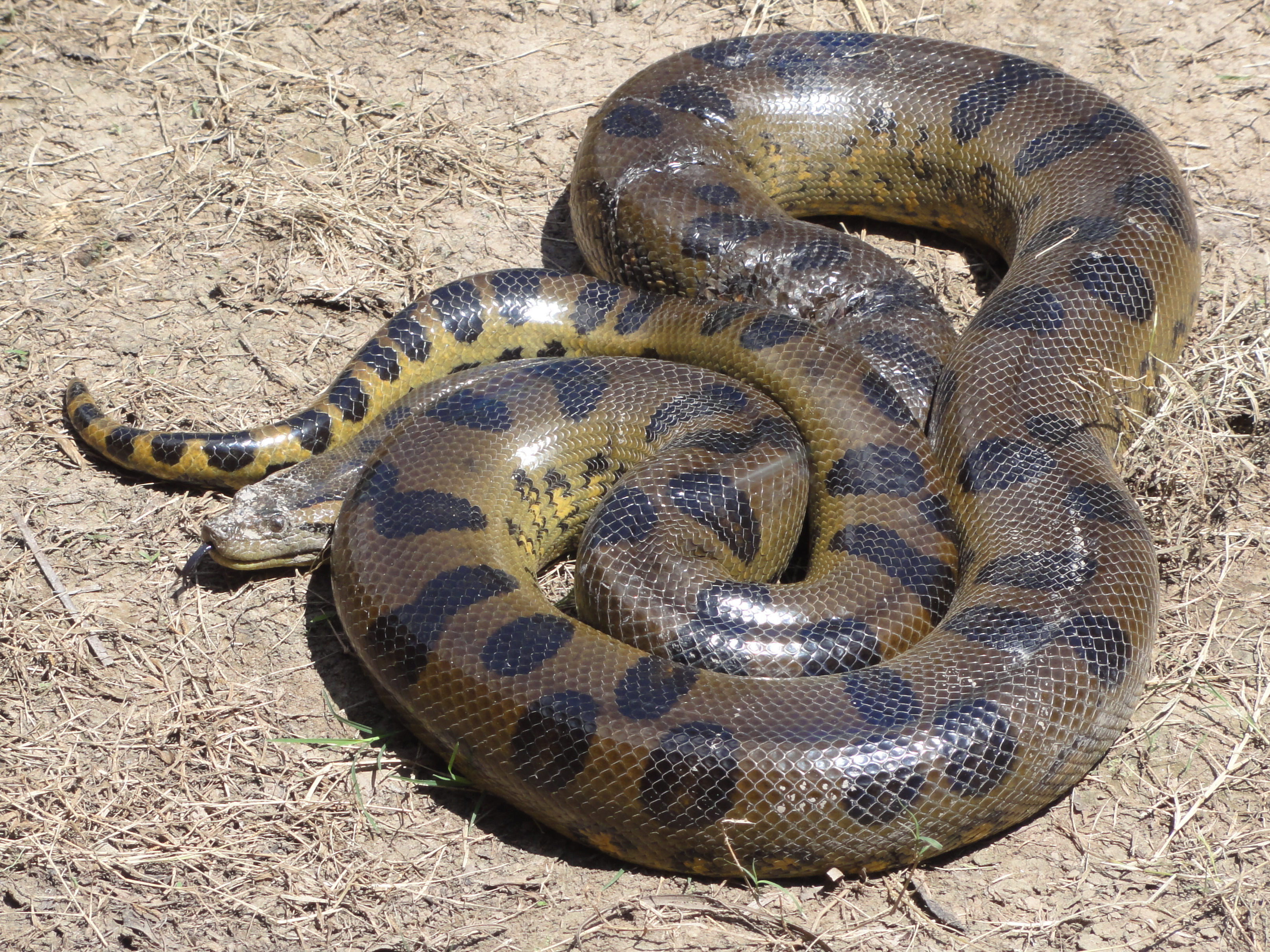
Eunectes murinus

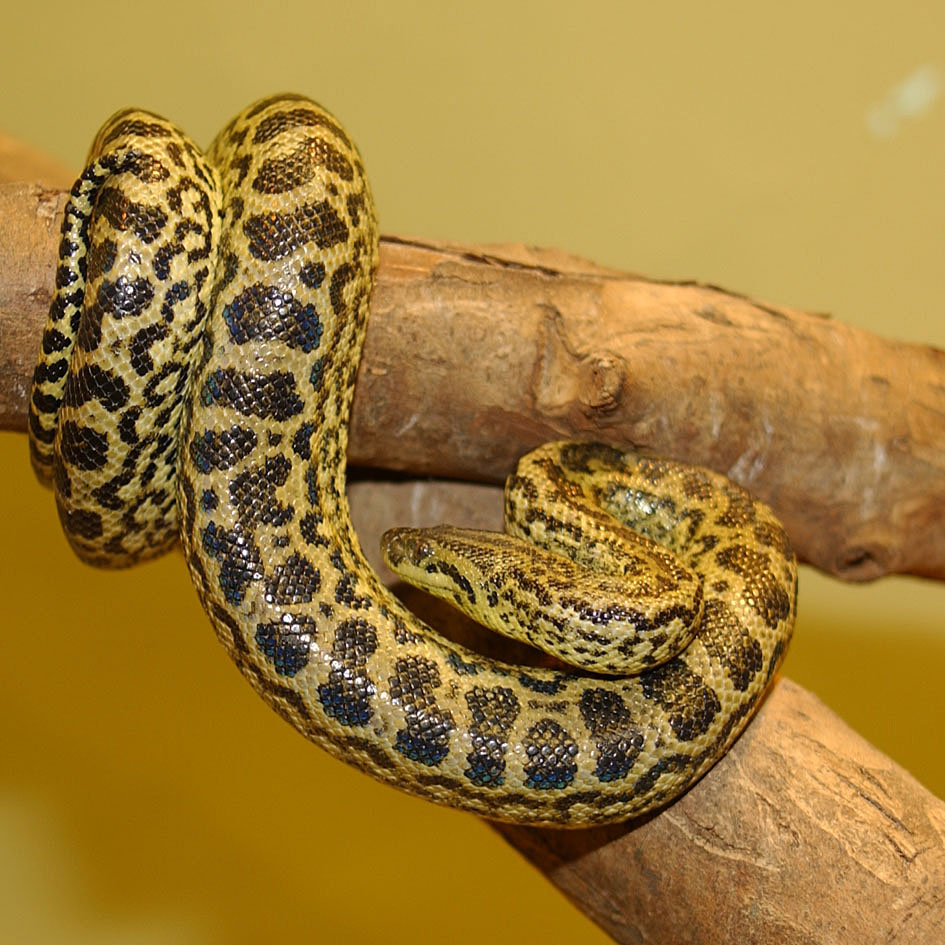
Eunectes notaeus

Il genere è diffuso in Sud America.

## Tassonomia
Il genere comprende 5 specie:
- Eunectes beniensis - anaconda boliviana, diffusa nei Dipartimenti di Beni e Pando, in Bolivia.
- Eunectes deschauenseei - anaconda pezzata, diffusa in Brasile nord-orientale e le coste della Guyana francese.
- Eunectes murinus - anaconda verde meridionale, diffusa nei paesi ad est delle Ande, tra cui Colombia, Venezuela, Guiana, Ecuador, Perù, Bolivia, Brasile e sull'isola di Trinidad.
- Eunectes akayima - anaconda verde settentrionale, scoperta in Ecuador nel febbraio 2024 da un team di ricerca internazionale guidato dal professor Bryan Fry dell'Università del Queensland e dalla New Mexico Highlands University (Stati Uniti).
- Eunectes notaeus - anaconda gialla, diffusa in Bolivia orientale, Brasile meridionale, Paraguay e Argentina nord-orientale.

È nota inoltre una specie fossile risalente al Miocene, † Eunectes stirtoni, facente parte della fauna di La Venta, in Colombia.